# Tympanobasis thyrsipalpis
Tympanobasis thyrsipalpis är en fjärilsart som beskrevs av George Francis Hampson 1926. Tympanobasis thyrsipalpis ingår i släktet Tympanobasis och familjen nattflyn. Inga underarter finns listade i Catalogue of Life.